# Fahad Al-Hamad
Fahad Al-Hamad (Al Kuwait, 1º dicembre 1983) è un ex calciatore kuwaitiano, di ruolo attaccante.

## Carriera

### Club
Ha sempre giocato nel campionato kuwaitiano.

### Nazionale
Con la maglia della nazionale ha giocato per 5 anni, collezionando 39 presenze e 3 reti.